# 龜頭球

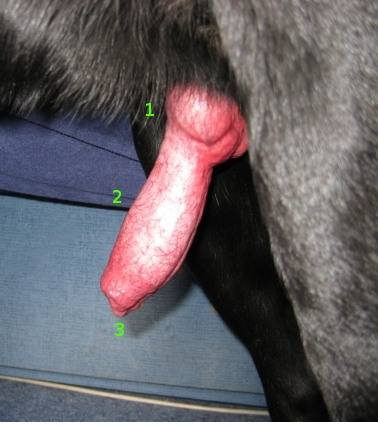
拉布拉多犬處於勃起狀態的龜頭球 (1)

龜頭球（英語：bulbus glandis）又稱莖頭球，是犬屬動物陰莖中的勃起組織，用於交配時在射精前將陰莖鎖定於雌性體內。 這種鎖定是透過陰莖上進入雌性陰道的圓形肌肉完成的，俗稱狗結（英語：the knot），用於避免陰莖被從陰道中抽出。這些圓形肌肉也會間歇性收縮，用於刺激精液與攝護腺液射出，同時保持陰莖的硬挺。鎖定在交配後會持續一段時間，如家犬有時可能會持續半小時或以上。當雄性犬屬性興奮時，即使已經結紮，陰莖鞘內的龜頭球仍可能會腫脹。
部分鰭足類動物的陰莖中也存在龜頭球，例如南美海獅。